# Street Fighting Man
Street Fighting Man (zu deutsch „Straßenkämpfer“) ist ein Lied der britischen Rockband The Rolling Stones und kann dem Genre des Blues-Rock zugeordnet werden. Es wurde erstmals auf dem im Dezember 1968 erschienenen Studioalbum Beggars Banquet bei Decca Records veröffentlicht. Der Song wurde von Jimmy Miller produziert und von Mick Jagger und Keith Richards geschrieben. Er gilt als der politischste Song der Band. Unter den 500 besten Songs aller Zeiten einer Liste des Magazins Rolling Stone rangiert das Lied der Rockgruppe auf Platz 295.

## Entstehungsgeschichte
Der ursprüngliche Arbeitstitel Mick Jaggers für dieses Lied lautete Did Everyone Pay Their Dues? (zu Deutsch etwa „Hat jeder seine Schulden/Gebühren bezahlt?“). Die Komposition war praktisch identisch, das Musikarrangement sehr ähnlich, aber der Text und damit dessen Bedeutung grundlegend verschieden. Hier ging es um einen indianischen Stammesführer und dessen Familie.
Street Fighting Man gilt als das Lied der Stones mit der größten politischen Tendenz. Der Text handelt von Tariq Ali, einem britischen Autor, Filmemacher und Historiker pakistanischer Abstammung, der um 1968 im Rahmen seiner Mitarbeit in der Studentenbewegung öffentliche Demonstrationen gegen Pakistans Militärdiktatur organisierte. Von ihm soll auch der im Text mehrfach auftauchende Satz stammen: “The time is right for a palace revolution.” (Deutsch: etwa: „Es ist Zeit für eine Palastrevolution.“) Jagger verarbeitet im Text zu Street Fighting Man seinen Besuch der Anti-Kriegs-Kundgebung 1968 vor der amerikanischen Botschaft in London, bei der die Polizei mit Pferden versuchte, eine Menge von 25.000 Menschen gewaltsam unter Kontrolle zu halten.
Die steigende Gewalt unter studentischen Demonstranten am linken Seineufer in Paris als Vorbote der Studentenproteste im Mai 1968 in Frankreich soll das Lied zusätzlich inspiriert haben.
Diesbezüglich äußerte Jagger 1995 in einem Interview mit Jann Wenner in der Zeitschrift Rolling Stone:

„Ja, es war eine direkte Inspiration, denn im Gegensatz dazu war London sehr ruhig … Es war eine sehr seltsame Zeit in Frankreich. Aber nicht nur in Frankreich, sondern auch in Amerika, wegen des Vietnamkrieges und dieser endlosen Zerrüttungen. […] Ich hielt das damals für eine prima Sache. Überall ging diese Gewalt ab. Ich meine, beinahe wäre die französische Regierung gestürzt; Charles de Gaulle bekam einen Riesenschiss, wie auch früher schon und sperrte sich quasi in seinem Landhaus ein. Und so war die Regierung beinahe handlungsunfähig.“

Das Lied beginnt mit einem Riff auf der akustischen Gitarre, die Keith Richards über einen übersteuerten Kassettenrekorder verzerrt aufnahm. Der amerikanische Schriftsteller und Journalist Richie Unterberger schrieb: „[…] das ist ein großartiger Titel, der die Zuhörer mit seinen plötzlichen, federnden Gitarrenakkorden und dem donnernden Offbeat des Schlagzeugs sofort fesselt. Der aufregende, durchdringende Gitarrenrhythmus ist die Hauptstütze der Strophen. Mick Jaggers typische halb begrabene Texte scheinen den Zuhörer beiläufig zur Revolution aufzurufen.“
Keith Richards erwähnte 1971, nur drei Jahre nach der Aufnahme des Titels, im Interview des Rolling Stone mit Robert Greenfield, dass der Text „auf tausend verschiedene Arten“ interpretiert worden sei. Er erwähnte, wie Jagger zur Demonstration am Grosvenor Square in London gegangen und von der Polizei verklagt worden war, beharrte aber darauf, dass das Lied „wirklich mehrdeutig“ sei.
Unterberger ergeht sich in Interpretationsversuchen: „Vielleicht meinten sie (die Rolling Stones), dass sie gerne mit an der Front gewesen wären, aber zur falschen Zeit am falschen Ort waren; vielleicht meinten sie auch – wie John Lennon im Beatles-Lied Revolution –, dass sie nicht in die gewalttätigen Auseinandersetzungen einbezogen werden wollten oder dass ihnen die Tumulte einfach egal waren.“
Andere Schriftsteller interpretieren dies etwas anders. 1976 bewertete der Autor Roy Carr das Lied als eine „great summer street-corner rock anthem“ (zu Deutsch etwa: „große Sommer-Straßenecken-Rock-Hymne“) und stellt Street Fighting Man auf die gleiche Stufe wie Summer in the City, Summertime Blues und Dancing in the Street. 1979 schrieb der amerikanische Musikkritiker Dave Marsh, dass das Grundmotiv des Albums Beggars Banquet sei, „gleichzeitig neckisch zu Taten aufzufordern und nicht zuzugeben, dass Taten irgend etwas bewirken könnten. Wie üblich waren also die Stones in diesem Punkt wesentlich korrektere wenn auch verräterische Philosophen als all ihre Kollegen.“
Bruce Springsteen äußerte 1985 nach Integration von Street Fighting Man in die Zugabe einiger Auftritte im Rahmen seiner Born in the U.S.A. Tour: „Diese eine Zeile ‘What can a poor boy do except to sing in a rock and roll band?’ ist eine der größten Rock-’n’-Roll-Zeilen aller Zeiten. […] [Das Lied] hat etwas von einem am-Rande-des-Abgrunds-Ding, wenn man sie erreicht. Und das ist lustig, da steckt Humor drin.“
Jagger äußerte in einem Interview der Zeitschrift Rolling Stone zur Frage, welche Resonanz das Lied 30 Jahre später habe: „Ich weiß nicht, ob es überhaupt [noch] eine hat. Ich weiß [auch] nicht, ob wir es wirklich spielen sollen. Ich war überzeugt, es [1994] in die Tour [zum Album] Voodoo Lounge einzubringen, weil es ins Bild zu passen schien, aber ich war [mir] nicht sicher, ob es wirklich irgendeine Bedeutung für den heutigen Tag besitzt.[…]“ Trotzdem ist das Lied bei den meisten der Tourneen der Rolling Stones seit 1968 aufgeführt worden.

## Text
Das aus drei Strophen bestehende Lied wurde von der Demonstration gegen den Vietnamkrieg am 17. März 1968 in London inspiriert, die in eine Straßenschlacht ausartete. Mick Jagger war Augenzeuge dieser Demonstration und hatte sich von Tom Keylock, dem Chauffeur der Rolling Stones, zum Veranstaltungsort am Grosvenor Square fahren lassen.
Es beginnt mit einer Situationsbeschreibung: Es ist Sommer und überall sind marschierende Schritte zu hören, was vermutlich ausdrückt, dass sich die Aufstände nicht nur auf London beschränken. Im Folgenden wird eindeutig dazu Stellung bezogen: „the time is right for fighting in the street“: Die Zeit ist reif, um auf der Straße zu kämpfen. Der konkrete Grund für die Unruhen wird im Song nicht direkt genannt, wohl aber, dass eine Palastrevolution angestrebt wird, deren Umsetzbarkeit sofort reglementiert wird durch die Frage: „What can a poor boy do exept to sing in a rock ’n’ roll band.“: Was kann ein armer Junge tun, außer in einer Rock-’n’-Roll-Band zu singen. Dies wird damit begründet: „’Cause in sleepy London town there’s just no place for street fighting man!“: „Denn in London, dieser verschlafenen Stadt ist einfach kein Platz für Straßenkämpfer“. Daher stellt das Singen in einer Rockband auch eine Art Kompromisslösung, a „compromise solution“, dar.
Die letzten beiden Strophen sind identisch. Hier tritt das lyrische Ich direkt auf und charakterisiert sich als „Street Fighting Man“, als Straßenkämpfer, dessen Name Aufruhr („disturbance“) ist, der laut aufschreit und brüllt, den König tötet und seine Dienerschaft beschimpft. Dieses Engagement des Kämpfers wird jedoch erneut sofort mit der Aussage relativiert, dass der arme Junge („poor boy“) lediglich die Möglichkeit hat, in einer Rock-’n’-Roll-Band zu singen, da im verschlafenen London nun mal kein Platz für einen Straßenkämpfer sei. Die auffällige Wiederholung dieser Aussage im Liedtext in jeder der drei Strophen lässt darauf schließen, dass die Songschreiber ihre eigene Position im Kontext der politisch motivierten Straßenkämpfer diese Zeit vertont haben. Daher gilt Street Fighting Man auch als politisches Lied.

## Aufnahme
Die Aufnahmen von Street Fighting Man begannen im März 1968 in den Olympic Studios und zogen sich bis in den Mai und Juni des Jahres hin.
Der Schlagzeuger Charlie Watts äußerte sich 2003 wie folgt:

„Street Fighting Man habe ich auf eine Kassette von Keith aufgespielt mit einem Spielzeug Schlagzeug für Kinder aus dem Jahre 1930, dem so genannten London Jazz Kit Set, das ich in einem Antiquitätenladen gekauft hatte und immer noch Zuhause habe. Es befand sich alles in einem kleinen Koffer und es gab auch Drahtbügel, in die das Schlagzeug eingehängt werden konnte, die wie kleine Tamburine waren [jedoch] ohne Schellen. […] Die kleine Trommel war fantastisch, weil sie eine sehr dünne Haut hatte mit einer [weiteren] Trommel darunter, aber nur mit zwei Darmschlingen. […] Keith liebte es, mit dem früheren Kassettenrekordern zu spielen, weil sie übersteuert werden konnten. Wenn sie übersteuert waren, haben sie fantastisch geklungen, obwohl sie für diesen Zweck [eigentlich] nicht bestimmt waren. Gewöhnlich spielten wir auf unserer Tour in einem unserer Schlafräume. Keith auf einem Polster sitzend und Gitarre spielend und das kleine Kit war ein Weg der Annäherung an ihn. Die Trommeln waren verglichen mit der akustischen Gitarre wirklich laut und die [unterschiedliche] Lage von beiden machte den [besonderen] Klang aus. Es gab immer einen tollen Backbeat.“

## Besetzung
In der ursprünglichen Besetzung war Mick Jagger der Hauptsänger des Liedes und für die Perkussionsinstrumente zuständig, Keith Richards übernahm den Hintergrundgesang sowie die akustische Gitarre, die mit einem Verstärker ausgestattet war sowie den E-Bass bzw. E-Gitarre, Brian Jones spielte Sitar und Tambura, Charlie Watts saß an einem alten Spielzeug-Schlagzeug, Dave Mason spielte eine Shehnai und Nicky Hopkins spielte Klavier.
In der früheren, nicht veröffentlichten Fassung von Did Everybody Pay Their Dues spielte Rick Grech eine elektrische Bratsche.
Im 1969 aufgenommenen und 1970 erstmals veröffentlichten Livealbum der Rolling Stones Get Yer Ya-Ya’s Out! änderte sich die Besetzung wie folgt: Mick Taylor übernahm die Position des Leadgitarristen und Bill Wyman spielte den Bass. Klavier, Blas- und Zupfinstrumente wurden weggelassen. Das Lied war in der Titelliste Platz 10 mit einer Länge von 4:03 Minuten.

## Veröffentlichung
Street Fighting Man erschien als Vorabsingle des Albums Beggars Banquet am 31. August 1968 in den USA. Die Veröffentlichung war beliebt und erreichte in den US-Charts Platz 48. Eine bessere Platzierung wurde verfehlt, da zahlreiche Radiosender sich weigerten, ein Lied mit einem staatsfeindlichen Text zu spielen und damit die Anstiftung zur Gewalt zu unterstützen. Diese Haltung wurde dadurch verstärkt, dass das Lied innerhalb einer Woche nach den Unruhen 1968 in der Democratic National Convention in Chicago herauskam.
Mick Jagger empfand dies durchaus als positiv und erklärte, dass ihn der Boykott der Sender vielmehr freue, denn als so etwas das letzte Mal in Amerika gemacht worden wäre, habe es sich eine Million Mal verkauft. Weiterhin merkte er an, dass Street Fighting Man natürlich staatsfeindlich orientiert sei, aber es sei dumm zu glauben, dass man eine Revolution mit einer Schallplatte beginnen könne. Keith Richards ergänzte in der Debatte, dass der Fakt, dass eine Handvoll Radiosender in Chicago den Song nicht spielten, zeige, wie paranoid diese seien. Zur gleichen Zeit wurden die Rolling Stones gebeten, Konzerte zu geben. „Wenn man wirklich will, dass wir Probleme verursachen, können wir dies mit ein paar Bühnenauftritten tun. Wir sind wesentlich staatsfeindlicher, wenn wir auf die Bühne gehen.“
Die B-Seite der Single war No Expectations, das ebenfalls auf Beggars Banquet enthalten war. Aus unbekannten Gründen war vor 1971 keine Veröffentlichung in den Vereinigten Staaten zu verzeichnen (gestützt von Surprise, Surprise, bisher unveröffentlicht in den Vereinigten Staaten).
Die US-Single-Version des Liedes, die in Mono mit einem ergänzenden Chorgesang als overdub aufgenommen wurde, unterscheidet sich von der Stereo-Version des Albums Beggars Banquet.
Das Lied wurde in den Kompilationen Through the Past, Darkly (Big Hits Vol. 2) (Album-Version), Hot Rocks 1964–1971 (Album-Version), Singles Collection: The London Years (1989: Album-Version, 2002 ursprüngliche Single-Version) und Forty Licks (Album-Version) eingebunden. Viele der Konzerte der Rolling Stones, bei denen die Band das Lied seit ihrer US-Tournee 1969 spielte, wurden aufgenommen und auf den Livealben Get Yer Ya-Ya’s Out!, Stripped und Live Licks veröffentlicht.

## Coverversionen
Street Fighting Man wurde von vielen Künstlern gecovert.
- Rod Stewart setzte das Lied an die erste Stelle der ersten Seite seines im Februar 1970 erschienenen Debütalbums An Old Raincoat Won’t Ever Let You Down (Länge: 5:05).
- Oasis präsentierten eine Version des Songs als B-Seite ihrer im Januar 1998 erschienenen Single All Around the World (Länge: 3:54).
- Street Fighting Man befand sich auf dem vierten und letzten Studioalbum Renegades der Gruppe Rage Against the Machine (Länge: 4:43), das im Dezember 2000 herausgebracht wurde.
- Der Song war auch auf der 2002 erweiterten Bonusfassung des Albums Too Tough to Die der Band Ramones (Länge: 2:56) zu finden.
- Er tauchte als vorletztes Lied der zweiten Seite des im Februar 2005 erschienenen Albums Red, White & Crüe der Glam-Metal-Band Mötley Crüe auf (Länge 3:31).
- Die Rockband Lake Trout nahm den Song für ihr 2005 veröffentlichtes Album Not Them, You auf (Länge: 2:56).
- Dave Perkins und Lynn Nichols coverten den Song im Mai 1996 für ihr Projekt Passafist (Länge 5:41).
- Ace Frehley nahm das Lied für sein 2016 veröffentlichtes Album Origins Vol. 1 auf.[19]
- Der Gitarrist Pete Townshend von The Who behauptete, dass die Struktur des Stakkato-Beat-Rhythmus von Street Fighting Man ihn zu dem Lied I’m Free aus der Rockoper Tommy inspiriert habe.[20]

Street Fighting Man fand auch Einzug in verschiedene Filme. Es spielt im Abspann des 2006 verfilmten Comics V for Vendetta und im 2007 erschienenen Dokumentarfilm Sicko eine Rolle. Es ist auch im 1990 produzierten Gangsterfilm Im Vorhof der Hölle sowie im Soundtrack des 2009 erschienenen Stop-Motion-Animationsfilms Der fantastische Mr. Fox zu hören. In der 1998 veröffentlichten Filmkomödie Dirty Work wird ein Bezug auf das Lied genommen. In dem 2013 erschienenen Action-Thriller White House Down wird das Lied ebenfalls im Abspann gespielt. Das Musikprojekt 1,000 Days, 1,000 Songs veröffentlichte den Titel im März 2017 auf seiner Website als Protest gegen die Politik von US-Präsident Donald Trump.

## Beziehung zum Altamont Free Concert
Beim Altamont Free Concert der Rolling Stones am 6. Dezember 1969 auf dem Altamont Speedway in Kalifornien wurde Meredith Hunter, einer der Zuschauer, erstochen. Das Ereignis wurde gefilmt und fand seinen Niederschlag in dem Dokumentarfilm Gimme Shelter. Street Fighting Man wurde auf dem Konzert als letztes Lied von den Rolling Stones gespielt.